# Macinhata da Seixa
A Freguesia de Macinhata da Seixa foi uma freguesia semi-urbana portuguesa do Município de Oliveira de Azeméis, que tinha 3,42 km² de área e 1 390 habitantes (2011), e, por isso, uma densidade populacional de 406,4 hab./km². Até Julho de 2001 era conhecida como Macinhata de Seixa.
Foi extinta em 2013, no âmbito de uma reforma administrativa nacional, tendo sido agregada às freguesias de Oliveira de Azeméis, Santiago de Riba-Ul, Ul e Madail, para formar uma nova freguesia denominada União das Freguesias de Oliveira de Azeméis, Santiago de Riba-Ul, Ul, Macinhata da Seixa e Madail.

## História
O topónimo Macinhata parece derivar de "mansionata", ou seja, lugar de uma mansão ou pousada, dado que condiz com as condições naturais do habitat, perto do qual passava a já referida via militar romana, em cujo trajecto se construíram “mansiones”, ou seja, pousadas. Outro facto que reforça a escolha deste topónimo tem a ver com a referência, nas Inquirições de D. Afonso III, da existência de “paredes”, como possíveis vestígios de ruínas de casas antigas e se chamar “Macinhata da Pousada”, em 1420.
Trata-se de uma terra antiquíssima, referida no primeiro foral das Terras de Santa Maria, existindo um documento que comprova a sua existência já em 1129. Este curioso documento trata de uma doação testamentária de vários bens patrimoniais dispersos pela região de Entre-Douro e Vouga, feita por Ausenda Honorigues ao Mosteiro de Pedroso, para obter dos frades daquele convento o benefício de missas por sua alma.
A paróquia de Macinhata já aparece formada no século XII e, embora não conste em documentos mais antigos, a sua fundação crê-se que é anterior a essa data, por então já ser referida com o nome de Santo André, seu orago, e por ser um “fundus” que estava na posse de presores que reorganizaram a vida comunitária da região.

## População
| População da freguesia de Macinhata da Seixa (1864 – 2011) | População da freguesia de Macinhata da Seixa (1864 – 2011) | População da freguesia de Macinhata da Seixa (1864 – 2011) | População da freguesia de Macinhata da Seixa (1864 – 2011) | População da freguesia de Macinhata da Seixa (1864 – 2011) | População da freguesia de Macinhata da Seixa (1864 – 2011) | População da freguesia de Macinhata da Seixa (1864 – 2011) | População da freguesia de Macinhata da Seixa (1864 – 2011) | População da freguesia de Macinhata da Seixa (1864 – 2011) | População da freguesia de Macinhata da Seixa (1864 – 2011) | População da freguesia de Macinhata da Seixa (1864 – 2011) | População da freguesia de Macinhata da Seixa (1864 – 2011) | População da freguesia de Macinhata da Seixa (1864 – 2011) | População da freguesia de Macinhata da Seixa (1864 – 2011) | População da freguesia de Macinhata da Seixa (1864 – 2011) |
| ---------------------------------------------------------- | ---------------------------------------------------------- | ---------------------------------------------------------- | ---------------------------------------------------------- | ---------------------------------------------------------- | ---------------------------------------------------------- | ---------------------------------------------------------- | ---------------------------------------------------------- | ---------------------------------------------------------- | ---------------------------------------------------------- | ---------------------------------------------------------- | ---------------------------------------------------------- | ---------------------------------------------------------- | ---------------------------------------------------------- | ---------------------------------------------------------- |
| 1864                                                       | 1878                                                       | 1890                                                       | 1900                                                       | 1911                                                       | 1920                                                       | 1930                                                       | 1940                                                       | 1950                                                       | 1960                                                       | 1970                                                       | 1981                                                       | 1991                                                       | 2001                                                       | 2011                                                       |
| 508                                                        | 557                                                        | 525                                                        | 584                                                        | 641                                                        | 736                                                        | 732                                                        | 758                                                        | 843                                                        | 1.058                                                      | 1.168                                                      | 1.431                                                      | 1.443                                                      | 1.446                                                      | 1.390                                                      |

## Património
- Igreja de Santo André (matriz)
- Capela de Santo António
- Oratório de Nossa Senhora das Necessidades
- Um cruzeiro perto do oratório e outro no lugar de Silvares
- Pedra de armas no lugar de Silvares
- Alminhas do Senhor da Pedra
- Ponte da Escravelheira
- Casas do Alferes, da família Nunes de Freitas e da família Barbedo Vaz
- Trecho do rio Antuã